# Balneológia

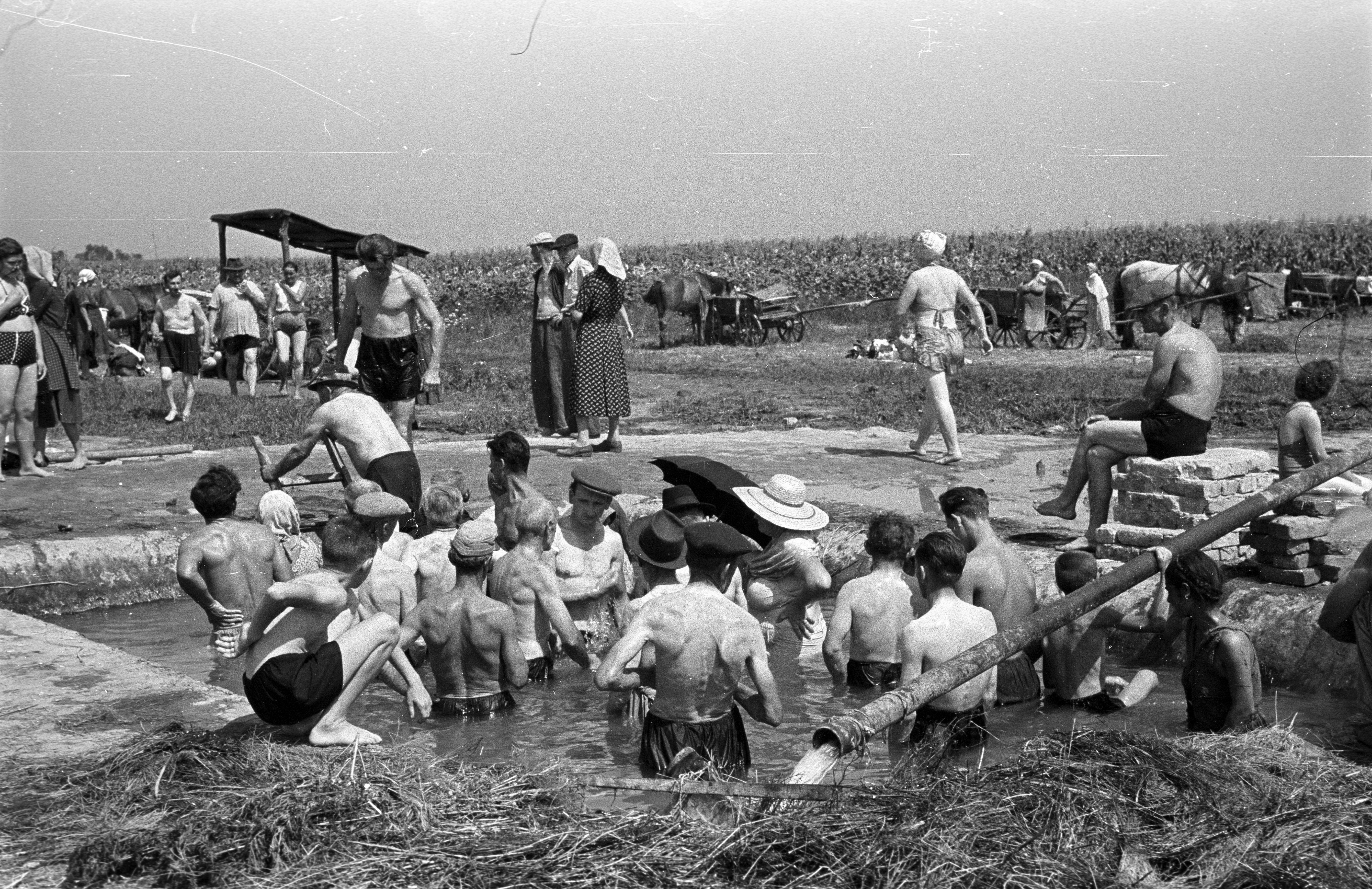
Csisztapuszta 1947-ben, a Buzsákhoz tartozó Csisztafürdőn ma már öt medence áll a fürdeni vágyók rendelkezésére

A balneológia a gyógyforrásoknak, gyógyvizeknek a gyógyfürdői alkalmazásával és hatásaival foglalkozó tudomány, magyarul gyógyfürdőtan. A közönséges vízben fürdéskor a víz fizikai tényezői (hőmérséklete, nyomása, felhajtó ereje) hat a szervezetünkre. Ezeket a hatásokat használja fel a vízgyógyászat, más néven hidroterápia. A gyógyvizek esetében a fent írt hatásokat a gyógyvízben oldott állapotban megtalálható anyagok hatásai egészítik ki.
Az ásványvizek, iszapfélék, tengeri és folyami fürdők gyógyítási célokra való felhasználásával a balneoterápia foglalkozik. Ezen belül a gyógyterápia egyéni alkalmazása szakképzett balneológus (orvos) feladata.
A gyógyhelyeken nem csak a gyógyvizet használják fel kezelésre, hanem iszapkezelést, ivókúrát, inhalálást, mechanoterápiát (gyógymasszázst) és étrendi gyógykezelést (diétát) is alkalmaznak. Ezekhez még hozzájárulnak a klíma, a környezetváltozás, és a lelki hatások is. Ezért a felsorolt gyógytényezők együttes alkalmazására a gyógyhelyi kúra vagy fizioterápia elnevezést is használjuk. Ez utóbbi szélesebb körű fogalom, mint a fizikoterápia, mert beletartozik a gyógyfürdői kezelés, az éghajlat hatása és a diéta alkalmazása is. (A szó a görög füzisz szóból származik, és magyarul természetet jelent. Ez tükröződik a „természetes gyógymódok” elnevezésben is, bár ma már a felhasznált energiákat gyakran mesterségesen is előállítjuk.)

## A gyógyvizek használata
A kalciumos és a jódos vizek gyulladásos mozgásszervi megbetegedések esetén hasznosak. A kéntartalmú vízben való fürdőzést a degeneratív gerinc- és végtagízületi bántalomban szenvedőknek javasolják, de a bőrbetegeknek is jót tesz. A szénsavtartalmú vizeket szívbetegeknek, perifériás keringési zavarokkal küszködőknek ajánlják. A konyhasós vizek nőgyógyászati és urológiai gyulladások mérséklésére alkalmasak. A radonos gyógyvizek elsősorban fájdalomcsillapításra használhatók.
Napjainkban csak balneoterápiás kezelést önállóan nem adnak, azt különböző beavatkozásokkal – például iszappakolással, gyógytornával, elektroterápiával, vagy gyógymasszázzsal kombinálják. A balneoterápiát szinte valamennyi klinikai ág felhasználja gyógykezelésében, ideértve a műtétek utókezelését, valamint a rehabilitációt is.
A fürdőkúra akkor hatásos, ha a beteg legalább 15 kezelésen vesz részt, és a fürdőzés idejét 15 percről fokozatosan növelik 45 percre.

## Balneoterápiával megelőzhető, kezelhető leggyakoribb panaszok
- idült ízületi gyulladás
- kopásos gerinc- és ízületi elváltozások, köszvény
- Bechterew-kór
- lágy rész-reumatizmus
- idült derékfájás
- porckorong-megbetegedések
- mozgásszervi fejlődési és tartási rendellenességek
- felső légúti rendellenességek
- egyes emésztőrendszeri és anyagcsere-betegségek
- egyes szív- és keringési betegségek
- bizonyos idegfájdalmak
- idült bőrbántalmak
- balesetek, valamint csont- és ízületi műtétek utáni utókezelés

## Fürdőreakció
Előfordulhat, hogy a gyógyfürdő kúra közben a beteg panaszai jelentősen fokozódnak, ez a jelenség fürdőreakció néven ismert. Általános tünete a rossz közérzet, fáradékonyság, fejfájás, bágyadtság, álmatlanság, ingerlékenység, étvágytalanság, szapora pulzus és néha hőemelkedés. Helyi tünetként még a fájdalmak súlyosbodása, ízületek megduzzadása is előfordulhat.
Leggyakrabban a 3-5. fürdőt követően, de előfordulhat, hogy korábban, vagy csak később jelentkeznek a panaszok. Ezek rendszerint néhány nap alatt lezajlanak, de előfordul, hogy hetekig is elhúzódnak. Ilyenkor az orvosnak kell eldöntenie, hogy „fürdőreakcióról” van-e szó, ha igen, vagy a tünetek erősödnek, a víz hőfokának és a fürdés időtartamának csökkentését rendeli el.
Gyomor-, bél-, vagy női szervek betegsége miatt folytatott fürdőkúrával kapcsolatosan, ezeken a szerveken is jelentkezhetnek a reakció kellemetlen tünetei. Elavult nézet, hogy a hatásos gyógyfürdőkezeléshez szükség van a fürdőreakció tüneteinek kiváltására, és az is hogy a fürdőreakció a kúra kedvező hatásának biztos jele.
Ha a fent írt panaszokat nem a fürdőreakció okozza, más kezelés is szükségessé válhat.

## Balneológia Magyarországon
Magyarország kiváló hidrogeológiai helyzete a Pannon-tenger maradványának köszönhető. Dunántúlon és Budapesten található források zömében kalcium-magnézium-hidrogén-karbonátot tartalmaznak, míg az Alföld alatti források konyhasós alkalikus jódos-brómos gyógyvizet adnak. Kénben leggazdagabb ásványvíz Mezőkövesden, Harkányban, Csisztapusztán és Balfon található. Konyhasót pedig legnagyobb mennyiségben a tamási és a sárvári ásványvízben mutattak ki.